# Ханонкин, Александр Аркадьевич
Александр Аркадьевич Ханонкин (укр. Олександр Аркадійович Ханонкін; 23 июня 1934, Одесса — 3 декабря 2000, Одесса) — советский и украинский учёный-физик, геофизик и психолог. доктор технических наук, профессор, заведующий научно-исследовательской лабораторией синергетики Одесского национального университета имени И. И. Мечникова.

## Биография
Родился в Одессе в семье школьного учителя Аркадия Овсеевича и его жены Фаины Майоровны Ханонкиных.
В 1958 году А. А. Ханонкин закончил физико-математический факультет Одесского государственного педагогического института имени К. Д. Ушинского, его научным руководителем был профессор Лазарь Борисович Эрлих..
С 1957 года Александр Аркадьевич работает в должности инженера-рентгенолога в рентгеновской лаборатории Одесского Судоремонтного завода.
С 1966 года был ассистентом кафедры физики Одесского государственного педагогического института имени К. Д. Ушинского.
В 1968 году защитил кандидатскую диссертацию в Петрозаводском государственном университете имени О. В. Куусинена.
В 1969 году А. А. Ханонкин предложил директору Института геологии АН СССР А. В. Пейве использовать физические эксперименты в моделировании геологических процессов. Александр Вольдемарович посоветовал обратиться на геолого-географический факультет Одесского государственного университета (ныне — Одесский национальный университет имени И. И. Мечникова). С тех пор физик А. Ханонкин тесно сотрудничал с одесскими геологами, в частности, с профессором Игорем Петровичем Зелинским.
С 1972 года работал в должности старшего научного сотрудника НИИ физики Одесского государственного университета (ныне — Одесский национальный университет имени И. И. Мечникова) .
В 1974 году в Одесском национальном университете он создал и возглавил новую отраслевую научно-исследовательскую лабораторию прикладной металлофизики, которая, в связи с расширением научных интересов руководителя, дважды меняла свое название: в 1992 году она стала называться лабораторией инженерной психологии, а в 1995 году — лабораторией синергетики.
В 1992 г. окончил заочное отделение искусствоведения Академии художеств в Санкт-Петербурге.
Умер 3 декабря 2000 в Одессе.

## Научная деятельность
В 1989 году А. А. Ханонкину с группой учёных была присуждена Государственная премия Украинской ССР  в области науки и техники за 1983 год за разработку и внедрение физических методов неразрушающего контроля волочильного производства в кабельной промышленности (укр. «Розробка та впровадження фізичних методів неруйнуючого контролю волочильного виробництва у кабельній промисловості»).
За разработки в направлении прогнозирования землетрясений стал лауреатом Государственной премии Украины.(1996). 
Параллельно с этими исследованиями лаборатория в содружестве с двумя одесскими заводами Одессакабель и Стальканат вела разработки по созданию сверхпрочного кабеля длительной длины. А. А. Ханонкин вел активную преподавательскую деятельность, в частности на кафедре психологии ОНУ преподавал курс инженерной психологии, работал над созданием курса психологии религии.
В 1996 году профессорам А. А. Ханонкину, И. П. Зелинскому и Е. А. Черкезу из Одесского национального университета, совместно с учёными из Днепропетровска и Киева была вручена Государственная премия Украины в области науки и техники за работу «Закономерности деформации верхней части тектоносферы Земли, которые установлены теоретическими и экспериментальными методами» (укр. «Закономірності деформації верхньої частини тектоносфери Землі, що встановлені теоретичними і експериментальними методами»).

### Труды
- Старый И. Б., Ханонкин А. А. К вопросу о рентгенографическом исследовании полигонизации монокристаллов алюминия // Физика металлов и металловедение. — 1966. — Т. 21, № 1. — С. 145—146. — ISSN 0015-3230.
- Бойм Л. А., Ханонкин А. А. О возможности стабилизации механических свойств движущейся медной проволоки при её термообработке // Температурная микроскопия металлов и сплавов / Под ред. М. Г. Лозинского. — М.: Наука, 1974. — С. 103—106. — 143 с.
- Касаткин Ю. И., Касюга Л. З., Касюга П. И., Козырев А. С., Ханонкин А. А. Рентгеновская теневая проекционная микроскопия микропроводов // Дефектоскопия. — 1981. — № 7. — С. 59—62. — ISSN 0130-3082.
- Касаткин Ю. И., Козырев А. С., Ханонкин А. А. Контроль поверхности микропроволок методом электронной микроскопии // Дефектоскопия. — 1981. — № 10. — С. 39—44. — ISSN 0130-3082.

- Наблюдение потери устойчивости поверхностного слоя зогнутого кристалла методом отражательной рентгеновской микроскопии / И. Б. Старый, А. А. Ханонкин // Журнал прикладной механики и технической физики. — 1966. — № 2. — С. 87-88.
- Вивчення втомленості кременистого заліза в зв’язку з втратою стійкості поверхневого шару досліджуваного зразка / О. А. Ханонкін, Л. М. Моісеєв // Доп. АН УРСР. Серія А. — 1971. — № 7. — С. 659—660.
- Рентгенографические методы исследования структурных несовершенств и дефектов решетки в криталлических материалах / А. А. Ханонкин, Б. М. Ровинский, В. Г. Лютцау // Аппаратура и методы рентгеновского анализа. — 1971. — Вып. 9. — С. 3-35.
- Формоизменение медного микропровода, подвергнутого экстремальным электрическим нагрузкам / Л. М. Моисеев, А. А. Ханонкин // Известия АН СССР. Металы. — 1990. — С. 159—166.
- О природе пластических деформаций глинистых пород оползневых склонов Одесского побережья / А. А. Ханонкин, И. П. Зелинский, Л. М. Моисеев // Геоэкология. — 1993. — № 2. — С. 55-65.
- Влияние факторов моделированных землетрясений на электрическую активность и поведение гидробионтов / А. А. Ханонкин, Е. С. Тимофеева // Доп. НАН України. Математика. Природознавство. Технічні науки. — 1999. — № 7. — С. 157—161.
- Психика и знаковые системы / А. А. Ханонкин, А. Я. Шатагина // Психологія на перетині тисячоліть : зб. наук. праць учасників П’ятих Костюківських читань. — Київ, 1999. — Т. ІІІ. — С. 445—448.
- Икона — медиатор в психологии религии / Е. С. Данилова, А. А. Ханонкин // Наука і освіта. — 2000. — № 4. — С. 52-54.
- Хронотоп в психологии / А. А. Ханонкин // Шатагина А. Я., Шатагина Е. А. На площади Времени : Яков Миронович Штернштейн. Александр Аркадьевич Ханонкин : воспоминания об ученых. Научное наследие. Документальные материалы / А. Я. Шатагина, Е. А. Шатагина. — Одесса : Астропринт, 2011. — С. 266—269.

## Награды
- Лауреат двух Государственных премий Украины в области науки и техники (1983 и 1996).